# Velká Polom
Velká Polom es una localidad del distrito de Ostrava en la región de Moravia-Silesia, República Checa, la cual tiene una población estimada a principio del año 2018 de 2067 habitantes. 
Esta se encuentra ubicada en el centro de la región, en la zona este de los Sudetes orientales, a poca distancia del curso alto del río Óder, y cerca de la frontera con Polonia y la ciudad de Ostrava —la tercera más poblada del país, tras Praga y Brno—.

## Historia
La aldea fue mencionada por primera vez en un documento escrito en 1288.

## Personas notables
Valentin Držkovic (1888-1969), pintor.

## Ciudades hermanas
Velká Polom está hermanada con Dlhá nad Oravou, Eslovaquia.